# Sh2-113
Sh2-113 è una debole nebulosa a emissione visibile nella costellazione del Cigno.
Si individua nella parte nordorientale della costellazione a circa 1,5° in direzione ovest rispetto alla stella τ Cygni; il periodo più indicato per la sua osservazione nel cielo serale ricade fra i mesi di luglio e dicembre ed è notevolmente facilitata per osservatori posti nelle regioni dell'emisfero boreale terrestre.
Si tratta di una nube enigmatica dall'aspetto nastriforme e dalla distanza ignota, la cui natura è stata scarsamente indagata; possiede una forma a semicerchio con la concavità orientata verso nord e pare costituire, assieme alla vicina nube Sh2-114, una struttura a bolla simile a un resto di supernova. Tuttavia, nessun resto di supernova è mai stato descritto in questa regione.